# Купроаурид
Купроаури́д (рос. купроаурид,англ. cuproauride; нім. Cuproaurid) — Аурикуприд - природний сплав золота і міді. Відкритий в Au-родовищі на горі Карабаш, Соймонівська долина (річка Сак-Елга), Південний Урал; зараз родовище відоме під назвою «Золота Гора» (інші назви: прійськ № 9, Карабаське родовище медистого золота); воно знаходиться на околиці міста Карабаш. Цей уже відпрацьований об'єкт по-своєму унікальний: інтерметаліди системи Au-Cu тут були головними рудними мінералами, локалізуючись у родингітових тілах серед серпентинітів. Докладний мінералогічний опис «медистого золота» з Карабаша дано М. П. Ложечкіним в 1935 і 1939 рр.

## Загальний опис
Аналог купроауриду — аурикуприт.
За складом близький до мідистого золота — AuCu3. Під мікроскопом звичайно виявляються два компоненти: мідисте золото і золотиста мідь. Густина складає 11,5 г/см³
Ковкий.
Зустрічається в золоторудних родовищах.